# Sza’ab
Sza’ab (hebr. שעב; arab. شعب; ang. Sha'ab) – samorząd lokalny położony w Dystrykcie Północnym, w Izraelu.

## Położenie
Miejscowość Sza’ab jest położona na wysokości 74 metrów n.p.m. na wzgórzach Zachodniej Galilei. Leży w wadi strumienia Chilazon, na północnych zboczach wzgórza Giwat Sachnit (321 m n.p.m.), za którym jest Dolina Sachnin. Na północy wznosi się wzgórze Har Gillon (367 m n.p.m.). Okoliczne wzgórza są w większości zalesione. Teren łagodnie opada w kierunku zachodnim w stronę równiny przybrzeżnej Izraela. W odległości 13 km znajduje się Zatoka Hajfy. W otoczeniu Sza’ab znajdują się miejscowość Kabul, kibuc Jasur, moszawy Ja’ad i Achihud, oraz wioski komunalne Gilon, Curit, Szoraszim, Juwalim, Manof i Tal-El. Na północnym zachodzie znajduje się strefa przemysłowa Bar Lew.

### Podział administracyjny
Sza’ab jest położona w Poddystrykcie Akki, w Dystrykcie Północnym.

## Demografia
Zgodnie z danymi Izraelskiego Centrum Danych Statystycznych w 2011 roku w Sza’ab żyło ponad 6,1 tys. mieszkańców, z czego 100% Arabowie muzułmanie. Wskaźnik wzrostu populacji w 2011 roku wynosił 1,7%. Zgodnie z danymi Izraelskiego Centrum Danych Statystycznych średnie wynagrodzenie pracowników w Sza’ab w 2009 roku wynosiło 4085 ILS (średnia krajowa 7070 ILS).
| Wiek (w latach) | Procent populacji w % |
| --------------- | --------------------- |
| 0 – 4           | 9,8                   |
| 5 – 9           | 12,1                  |
| 10 – 14         | 12,0                  |
| 15 – 19         | 11,2                  |
| 20 – 29         | 15,7                  |
| 30 – 44         | 22,1                  |
| 45 – 59         | 11,6                  |
| 60 – 64         | 1,7                   |
| 65 –            | 3,8                   |

Źródło danych: Central Bureau of Statistics.

## Historia
W I wieku znajdowało się tutaj żydowskie miasto Sav (hebr. שאב), które podczas wojny żydowsko-rzymskiej 66–73 zostało opuszczone i zniszczone. Wspomina o nim żydowski historyk Józef Flawiusz. Na jego miejscu powstała w średniowieczu współczesna wioska arabska. Powstała ona przy strategicznej drodze z Hajfy do Damaszku. Niewielka żydowska społeczność istniała tutaj aż do XI wieku, kiedy to podczas wypraw krzyżowych prawdopodobnie wszyscy Żydzi zostali wygnani. W wiosce zamieszkiwali wówczas w większości chrześcijanie, którzy uciekli w XIII wieku przed Mamelukami. Od tego momentu wioska jest zamieszkana wyłącznie przez muzułmanów. W wyniku I wojny światowej w 1918 roku cała Palestyna przeszła pod panowanie Brytyjczyków. Przyjęta 29 listopada 1947 roku Rezolucja Zgromadzenia Ogólnego ONZ nr 181 w sprawie podziału Palestyny przyznawała rejon wioski Sadżur państwu arabskiemu. Podczas wojny domowej w Mandacie Palestyny na początku 1948 roku do wioski wkroczyły siły Arabskiej Armii Wyzwoleńczej, które paraliżowały żydowską komunikację w całym obszarze Galilei. Podczas I wojny izraelsko-arabskiej w lipcu 1948 roku Izraelczycy przeprowadzili w tym rejonie operację „Dekel”, i 18 lipca bez walki zajęli Sza’ab. Większość mieszkańców uciekła wówczas do sąsiedniego Libanu, osiedlając się w obozie uchodźców palestyńskich al-Raszidjah w Tyrze. W wiosce pozostały jedynie osoby stare, z czego większość kobiety. W 1951 roku nastąpiła odbudowa wioski, do której przeniesiono część miejscowej ludności oraz uchodźców arabskich z innych części Izraela. W 1975 roku Sza’ab otrzymała status samorządu lokalnego.

## Polityka
Siedziba władz samorządowych znajduje się w północnej części miejscowości. Przewodniczącym rady samorządu jest Machmud Buka'i.

## Architektura
Miasteczko posiada typową arabską architekturę, charakteryzującą się ciasną zabudową i wąskimi, krętymi uliczkami. Zabudowa powstawała bardzo chaotycznie, bez zachowania jakiegokolwiek wspólnego stylu architektonicznego. Z zabytków znajduje się tutaj meczet Zahir al-Umar, który pochodzi z XVIII wieku. Jest on położony w samym centrum miasteczka. Na południe od meczetu jest położony grób szejka Maqam Alami.

## Kultura
W miejscowości jest ośrodek kultury i biblioteka publiczna.

## Edukacja i nauka
W miejscowości znajduje się 3 szkoły, w tym 2 szkoły podstawowe. W 2010 roku uczyło się w nich ogółem ponad 1,5 tys. uczniów, w tym 880 w szkołach podstawowych. Średnia liczba uczniów w klasie wynosiła 27.

## Sport i rekreacja
We północnej i zachodniej części miejscowości znajdują się dwa boiska do piłki nożnej. Mniejsze boiska oraz sale sportowe są zlokalizowane przy szkołach.

## Gospodarka
Podstawą lokalnej gospodarki pozostaje rolnictwo (przede wszystkim uprawy drzew oliwnych), chociaż coraz większą rolę odgrywają usługi i handel. Wielu mieszkańców pracuje w okolicznych strefach przemysłowych.

## Transport
Z miejscowości wyjeżdża się na południowy zachód na drogę nr 805, którą jadąc na zachód dojeżdża się do skrzyżowania z drogą ekspresową nr 70, lub jadąc na wschód dojeżdża się do moszawu Ja’ad.